# 劳克林·居里
劳克林·居里（英語：Lauchlin Bernard Currie，1902年10月8日—1993年12月23日）生于加拿大，第二次世界大战期间担任美国总统罗斯福顾问。

## 生平
获得伦敦经济学院学士学位，哈佛大学博士学位。
1934年开始供职于美国财政部和联邦储备委员会。1939-1945年担任罗斯福总统行政助理。
1941年2月7日至27日、1942年7月20日至8月7日，作为美国总统特使（总统私人代表）两次来华，调查美国援华问题、调解皖南事变、调解史迪威与蒋介石矛盾。1943-1944年兼任对外经济署代主任。被麦卡锡运动认为其政治上亲共，剥夺其美国国籍。旅居哥伦比亚，担任该国政府财政顾问，获得了哥伦比亚国籍。